# James Stuart (1er comte de Moray)
Pour les articles homonymes, voir James Stewart (homonymie), James Stuart et Stuart.
James Stuart (1531/32 – 23 janvier 1570), comte de Mar et comte de Moray en 1562, est régent d'Écosse de 1567 à 1570.

## Biographie
Fils naturel du roi Jacques V et de Margaret Erskine, fille de John, 5e lord Erskine, il est le demi-frère de la reine Marie Stuart.
Il adhère à la Réforme dès 1556 et devint l'un des chefs du parti protestant en Écosse (« Lords of the Congregation »). Malgré des  divergences religieuses, Moray devint le conseiller en chef de sa demi-sœur, Marie, en 1561 après son retour de France. En octobre 1562, Moray défait une rébellion de George Gordon, 4e comte de Huntly, lors de la bataille de Corrichie près d'Aberdeen. Il est fait comte de Mar en 1562 puis comte de Moray en 1564 mais s'oppose au mariage de la reine avec Henry Stuart. Le mariage a lieu le 29 juillet 1565. Six jours après James se révolte, entraînant dans celle-ci Archibald Campbell, comte d'Argyll et James Hamilton, comte d'Arran. Ils sont pourchassés par l'armée de la reine et de son époux. Si les deux derniers se soumettent rapidement, James Stuart doit se réfugier en Angleterre où il est accueilli par la reine Élisabeth. 
Il est plus ou moins mêlé aux complots qui débouchent sur les assassinats de David Rizzio en 1566, et de Darnley en 1567. De retour en Écosse après le meurtre de Rizzio, il fut gracié par la reine et parvint à s'absenter au moment de l'assassinat de Darnley. Il évite les complications du mariage de Marie Stuart avec James Hepburn, 4e comte de Bothwell en se rendant en France. 
Il est nommé régent d'Écosse pour le compte du jeune roi Jacques VI, lors de l'abdication de Marie en août 1567.
Il défait définitivement les partisans de cette dernière à Langside près de Glasgow, le 13 mai 1568. Mais il est assassiné à Linlithgow le 23 janvier 1570 par James Hamilton, un partisan de Marie Stuart. Il s'agirait du premier assassinat par arme à feu de l'histoire britannique (en France, le duc Francois de Guise avait été tué d'un coup de pistolet en 1563).

Armoiries de James Stewart

## Union et postérité
Le 8 février 1561/2 à Holyrood, il épouse Agnès Keith, fille de William Keith, 4e comte Marischal. De cette union naissent trois filles :
- Élisabeth Stuart, 2e comtesse de Moray (? – 18 novembre 1591), qui épouse entre le 23 janvier 1580 et 1581 James Stuart, 2e comte de Moray du droit de son épouse ;
- Annabelle Stuart (? – morte avant 1572) ;
- Margaret Stuart (? – morte en 1586), son contrat de mariage est signé le 27 juin 1584 avec Francis Hay 9e comte d'Erroll, l'union demeure sans postérité[5].